# 136. vestlige længdekreds
Den 136. vestlige længdekreds (eller 136 grader vestlig længde) er en længdekreds, der ligger 136 grader vest for nulmeridianen. Den løber gennem Ishavet, Nordamerika, Stillehavet, det Sydlige Ishav og Antarktis.